# Роджър Карас
Роджър Карас (на английски: Roger Andrew Caras) е американски писател и фотограф на дивата природа, природозащитник, телевизионен водещ и репортер.

## Биография и творчество
Роджър Карас е роден на 28 май 1928 г. в Метуен, Масачузетс, САЩ. Родителите му насърчават любовта му към животните и му позволяват да поддържа менажерия от домашни любимци. На 10 години, по време на Депресията, дори намира временни работи, за да ги храни. Една от първите му работи е в конюшнята за подслон на малтретирани коне – SPCA, към които той се отнася с голяма любов.
Завършва образованието си в училището „Хънтингтън“ в Бостън и постъпва в армията в края на Втората световна война. След изтичане на срока на службата му започва да учи зоология в Северозападния университет. През 1950 г. той се прехвърля в университета „Case Western Reserve“ в Кливланд, щата Охайо, но прекъсва образованието си отново за военна служба, този път в Корейската война през 1950-1952 г.
Карас се връща в цивилния живот като жител на Западния бряг в Калифорния. През 1953 г. се жени за Джил Лангдън Баркли.
Учи отново в Университета на Южна Калифорния, който завършва със специалност по филмопроизводство. През следващите 15 години работи в киноиндустрията. Бил е прессекретар за актрисата Джоан Крофорд, а през 1965-1969 г. е вицепрезидент на продуцентската компания на Стенли Кубрик „Hawk Films“.
По време на годините си в Холивуд Роджър Карас стартира своята писателска кариера. Първоначално пише статии по въпросите на животните и околната среда за различни периодични издания. През 1962 г. публикува първата си документална книга „Antarctica; land of frozen time“.
През 1964 г. Карас се мести със семейството си в апартамент в Манхатън, където остават в продължение на 17 години. Тогава е и дебютът му в телевизионната програма на NBC – „The Today Show“, в която води почти десетилетие рубрика за животните.
Уменията и познанията му в изследванията, биологията, зоологията, и представянето пред зрителите, го утвърждават като един от най-добрите и предпочитани автори и водещи. Като специален кореспондент по целия свят Карас отразява голямо разнообразие от животински и екологични проблеми, като застрашената гигантска панда в Китай, разследването на черната търговия на пазара с екзотични животни и бракониерството, отношението към лабораторните животни, спасяването на популацията на мустангите в САЩ, и др.
Карас е бил консултатнт на компанията „Уолт Дисни“ при създаването на парка „Царството на животните“ във Флорида. През 1965 г. издава единственият си роман.
От 1975 г. до 1992 г. Карас работи съвместно с репортера на „ABC News“ Питър Дженингс. Прави репортажи и за „Nightline“, „20/20“ и „Good Morning America“. Бил е водещ и на радио програми за домашните любимци и дивата природа на CBS, за света на животните на NBC, в серията „Живият свят“ на ABC.
Към края на живота си от 1991 г. работи като 14-и президент на Американското дружество за предотвратяване на жестокостта към животни – ASPCA. По време неговия мандат организацията разширява своите програми за грижи, закрила и образование, и приема редица вътрешни практики за подобряване на работата си. Караш се пенсионира през 1999 г. и става почетен президент, и работи като консултант и лектор за организацията.
Карас е автор, редактор или консултант на повече от 70 книги за животните и за дивата природа. Носител е на различни награди за своето творчество, включително наградата „ЕМИ“ за репортажите си по света.
Роджър Карас умира от усложнения от инфаркт на 18 февруари 2001 г. във Фрийланд, Балтимор Каунти, Мериленд. Към това време семейството поддържа ферма с различни животни – 12 кучета, 9 котки, 5 коня, 2 крави, 2 лами. Със съпругата си Джил Лангдън Баркли имат син – д-р Баркли Карас, и дъщеря – Памела Карас, които продължават неговото дело към дивата природа.

## Произведения

### Романи
- The Throwbacks, 1965

### Документалистика
- Antarctica; land of frozen time (1962) – с карти от А. Питър Лануци
- Опасни за човека, Dangerous to man; wild animals: a definitive study of their reputed dangers to man (1964)
- Wings of gold: the story of United States naval aviation (1965)
- Custer Wolf; biography of an American renegade (1966)
- Last chance on earth; a requiem for wildlife (1966)
- Loup blanc de Custer (1967)
- North American mammals; fur-bearing animals of the United States and Canada (1967)
- Sarang: the story of a Bengal tiger and of two children in search of a miracle (1968)
- Господарят на залива, Monarch of Deadman Bay; the life and death of a Kodiak bear (1969)
- Panther! (1970)
- Носителят на гръмотевици, Source of the thunder; the biography of a California condor (1970)
- Death as a way of life (1971)
- Last chance on earth; a requiem for wildlife (1972)
- Going to the zoo with Roger Caras (1973)
- Wonderful world of mammals; adventuring with stamps (1973)
- Bizarre animals (1974)
- North American mammals: fur-bearing animals of the United States and Canada (1974)
- Venomous animals (1974)
- Venomous animals of the world (1974)
- Sockeye: the life of a Pacific salmon (1975)
- Zoo in your room (1975)
- Roger Caras pet book (1976)
- Skunk for a day (1976)
- Pet medicine: health care and first aid for all household pets (1977)
- Coyote for a day (1977)
- Custer Wolf: biography of an American renegade (1979)
- Dogs: records, stars, feats, and facts (1979) – в съавторство с Памела Грахам
- Forest (1979)
- Mysteries of nature, explained and unexplained (1979)
- Yankee: the inside story of a champion bloodhound (1979)
- Celebration of dogs (1982)
- Endless migrations (1985)
- Mara Simba: the African lion (1985)
- Celebration of cats (1986)
- Animals in their places: tales from the natural world (1987)
- Cat is watching: a look at the way cats see us (1989)
- Animal families of the wild: animal stories (1990)
- Sarang: the story of a Bengal tiger and of two children in search of a miracle (1991)
- Dog is listening: the way some of our closest friends view us (1992)
- Cats of Thistle Hill: a mostly peaceable kingdom (1994)
- Field guide to venomous animals and poisonous plants, North America, north of Mexico (1994) – в съавторство с Стивън Фостър
- Most dangerous journey: the life of an African elephant (1995)
- Going for the blue: inside the world of show dogs and dog shows (2001)